# Палац Шляйсгайм
Палац Шляйсгайм (нім. Schloss Schleißheim) — палацово-парковий ансамбль епохи бароко в Обершляйсгаймі, околиці Мюнхена. Палац був літньою резиденцією Віттельсбахів, правителів Баварії.

## Палаци

### Старий палац Шляйсгайм

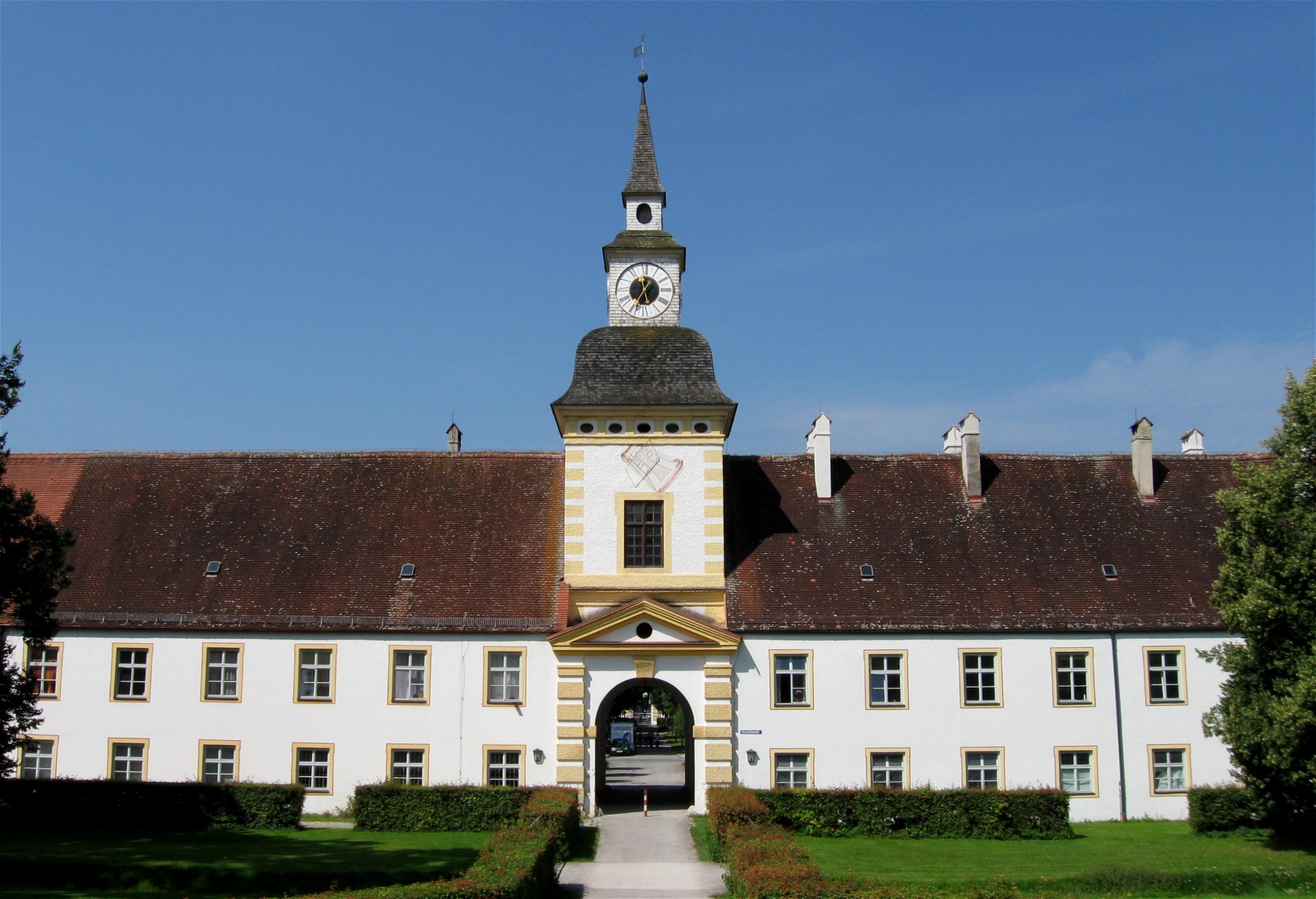
Старий палац Шляйсгайм

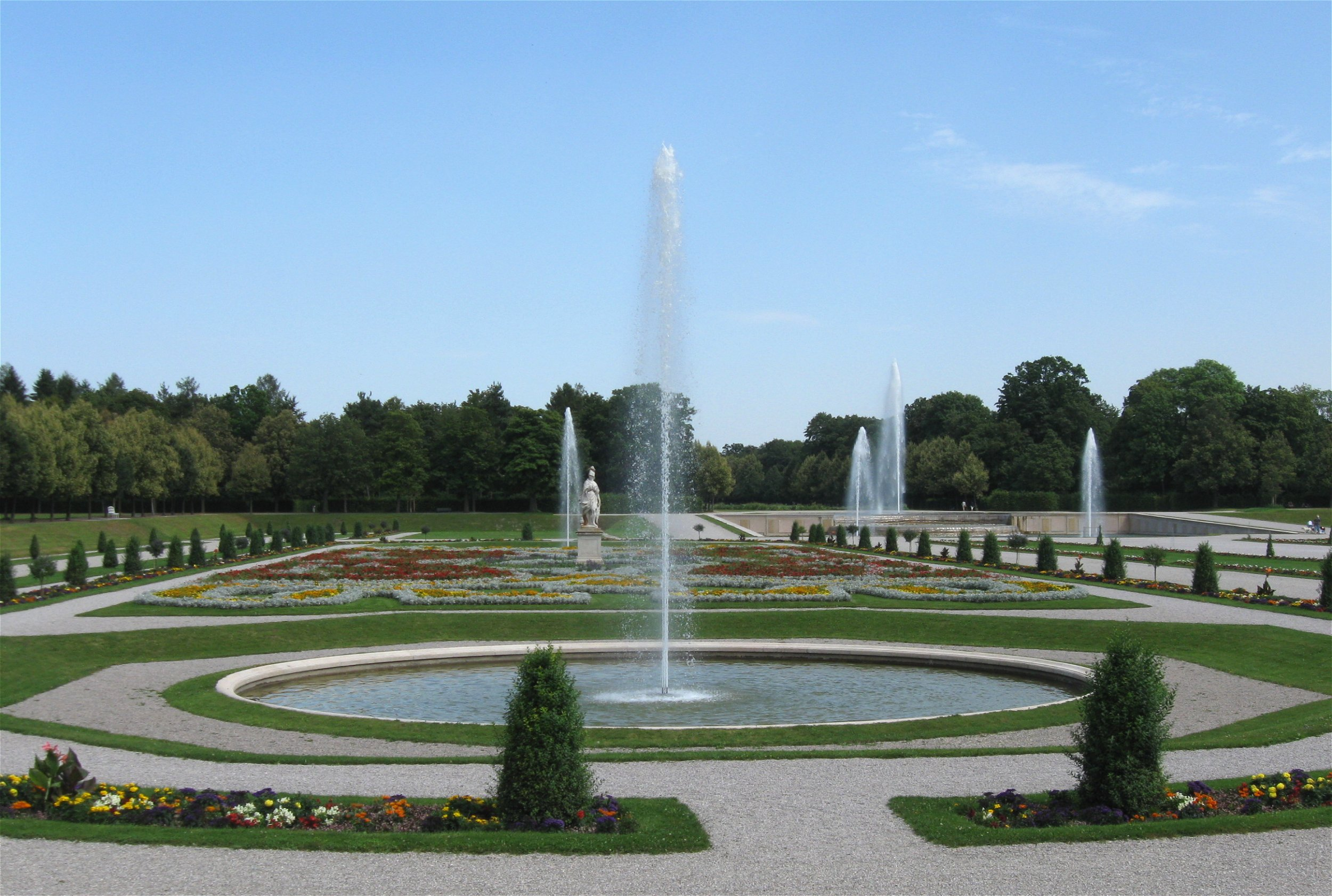
Парк

Історія Шляйсгаймського палацу почалась в 1597 році із заснування герцогом Вільгельмом V (1548–1626) неподалік від палацу Дахау заміського будинку. З того часу залишились центральна брама і вежа з годинником.
У 1616 році власником садиби становиться син Вільгельма курфюрст Максиміліан I. У 1616–1623 роках він збудував так званий Старий палац, проект якого був розроблений архітектором Генріхом Шеном Старшим і Гансом Крумппером.
Зовнішнє подвір'я палацу називається Вільгельмшоф (Wilhelmshof), внутрішнє — Максиміліаншоф (Maximilianshof).
Після серйозних руйнувань під час Другої світової війни палац був повністю відновлений. Був збережений ліпний декор каплиці Вільгельмкапелле.
У Старому палаці експонуються дві постійні виставки, присвячені релігійній культурі та історії Пруссії.

### Палац Люстгайм

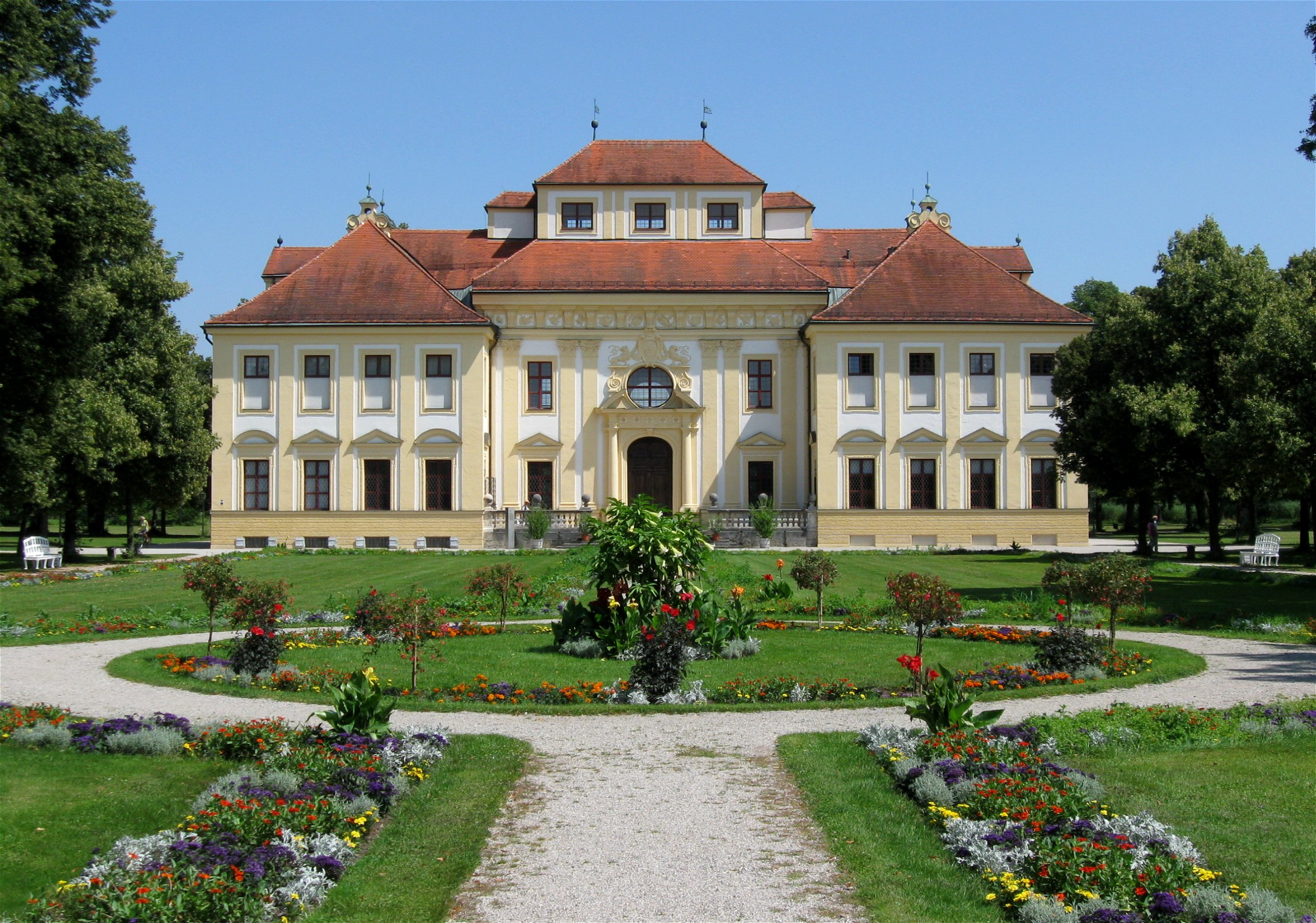
Палац Люстгайм

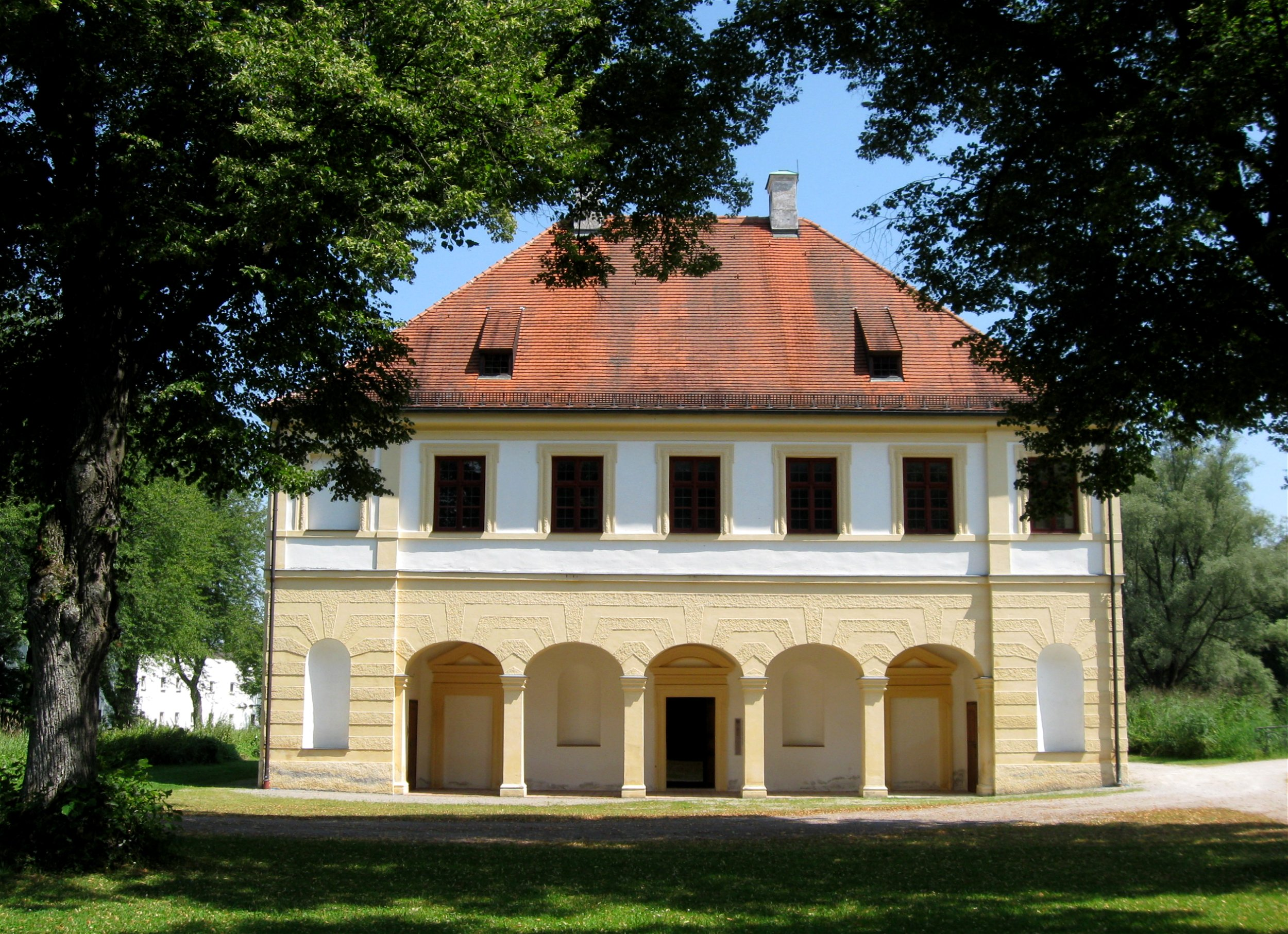
Північний павільйон

У 1684–1688 роках для Максиміліана II Емануеля та його першої дружини, австрійської принцеси Марії Антонії за проєктом Енріко Дзуккаллі був побудований палац Люстгайм, вілла із садом в італійському стилі.
У центрі будівлі знаходиться велика бенкетна зала. Фрески розписані Йоганном Антоном Ґумппом, Франческо Роса та Іоганном Андреасом Трубілліо.
З 1968 року у палаці знаходиться значна колекція мейсенської порцеляни, яку перевершує тільки Музей порцеляни в Цвінґері (Дрезден).
Навколо палацу зведені два павільйони: каплиця (Renatus Chapel) 1686 року, перетворена Дзуккаллі в павільйон і північний павільйон-конюшня, побудований для улюблених коней курфюрста Макса Емануеля.

### Новий палац Шляйсгайм
У 1701–1704 роках за проектом Дзуккалі був збудований Новий палац у стилі бароко. Роботи припинились у ході війни за іспанську спадщину. У 1719–1726 роках Йозеф Еффнер продовжив будівництво.
Новий палац — характерний приклад «малих версалів», що будувалися німецькими правителями в XVIII столітті.

#### Картинна галерея
У палаці виставлені картини доби бароко, що належать Баварському державному зібранню картин. Галерея складається з творів фламандських художників Пітера Пауля Рубенса та Антоніса ван Дейка, італійців Гвідо Рені, Луки Джордано, Гверчіно, Карло Сарачені, Алессандро Туркі, Карло Дольчі і П'єтро да Кортона, німців Йоахима Зандрарта, Іоганна Генріха Шенфельда, Йоганна Карла Лота та іспанських художників Алонсо Кано і Хосе де Рібера.

## Парк
Великий парк — один з небагатьох збережених барочних садів у Німеччині. Парк з каналами і гаями був розпланований Дзуккаллі, а великий квітник і водоспади — Домініком Джірардом, учнем Андре Ленотра.